# Richard Olaf Winstedt
Sir Richard Olaf Winstedt KBE, CMG, (* 2. August 1878 in Oxford; † 2. Juni 1966 in Putney, London), allgemeiner bekannt unter R. O. Winstedt, war ein britischer Kolonialbeamter in Britisch-Malaya und Orientalist, der sich mit Sprache, Kultur und Geschichte Malayas befasste. Nach seinem Ausscheiden aus der Kolonialverwaltung war er Hochschullehrer für Malaiisch an der Londoner School of Oriental Studies. Winstedt war mehrmals Präsident der Royal Asiatic Society.

## Frühes Leben und Ausbildung
Richard Olaf Winstedt wurde in Oxford geboren, sein Vater stammte aus Schweden, seine Mutter war Engländerin. Sein jüngerer Bruder war Eric Otto Winstedt ein Latinist und Tsiganologe. In seiner Geburtsstadt besuchte er die private Magdalen College School. Er studierte am New College der University of Oxford Literae humaniores (klassische Altertumswissenschaft und antike Philosophie) und schloss mit einem Master of Arts (MA) ab. 

## Tätigkeit in Malaya
1902 wurde er als Kadett in der Kolonialverwaltung der Federated Malay States eingestellt und nach Perak versetzt. Der dortige britische Resident Ernest Birch und sein Sekretär R. J. Wilkinson regten ihn an, die Malaiische Sprache und Kultur zu studieren. 1913 wurde er zum District Officer in Kuala Pilah im malaiischen Teilstaat Negeri Sembilan ernannt. Dort konnte er das matrilineare Gewohnheitsrecht studieren und zusammen mit Wilkinson Pantun-Dichtungen aufzeichnen. Daneben schrieb er eine Grammatik des umgangssprachlichen Malaiischen und trug ein englisch-malaiisches Wörterbuch zusammen. Für seine Grammatik des Malaiischen und seine Arbeit zu volkstümlichen Erzählungen verlieh ihm die University of Oxford 1920 den akademische Grad Doctor of Letters (D.Litt.).
In Kuala Pilah lernte Winstedt die irische Ärztin Sara O’Flynn kennen, die dort als Amtsärztin im Einsatz war. Das Paar heiratete 1921.
Aufgrund seiner besonderen Kenntnisse der malaiischen Sprache und Kultur wechselte Winstedt 1916 als Assistant Director ins Schulamt (education department) der Straits Settlements und der Federated Malay States nach Singapur, wo er in verschiedenen Positionen bis 1931 Dienst tat. Er initiierte die Gründung des Sultan Idris Training College für Lehrerausbildung, die 1922 erfolgte. Zudem ließ er neue Schulbücher auf Malaiisch ausarbeiten. Winstedt war von 1921 bis 1931 Direktor (Principal) bzw. ab 1928 der erste Präsident des Raffles College in Singapur. Gleichzeitig war er im Jahr 1923 amtierender Secretary to the High Commissioner, von 1924 bis 1931 Leiter der Schulbehörde (Director of Education) der Straits Settlements und Federated Malay States (FMS). Daneben war er 1924–1931 Mitglied des Legislativrats der Straits Settlements und 1927–1931 Mitglied des Föderalrats der FMS.
In den Jahren 1931 bis 1935 diente er als General Adviser, d. h. höchstrangiger Vertreter der britischen Schutzmacht, im Sultanat Johor, das als einer der Unfederated Malay States etwas größere Autonomie genoss. 

## Lehrtätigkeit in London und späte Jahre
Danach verließ Winstedt die Kolonialverwaltung in Malaya und kehrte nach England zurück. Er wurde Lecturer, 1937 Reader und nach seiner Pensionierung 1946 schließlich Honorary Fellow für Malaiisch an der School of Oriental Studies (Teil der University of London). Von 1939 bis 1959 saß er auch im Verwaltungsrat der Hochschule. Im Zweiten Weltkrieg war er für die Ausstrahlung von Radiosendungen in malaiischer Sprache in das japanisch besetzte Malaya zuständig.
Winstedt arbeitete in zahlreichen Ausschüssen und Beratergremien. Besonders erwähnenswert ist die Royal Asiatic Society, deren Direktor (1940–1943, 1946–1949, 1952–1955 und 1958–1961) und Präsident (1943–1946, 1949–1952, 1955–1958, 1961–1964) er mehrmals war und deren Goldmedaille er 1947 erhielt. Außerdem die Association of British Malaya, der er 1938 als Präsident vorstand, von 1936 bis 1939 das Colonial Office Advisory Committee on Education und die Royal India Society. Er war Fellow der British Academy und Ehrenmitglied des Southeast Asia Institute, der Royal Batavian Society und des Koninklijk Instituut voor Taal-, Land- en Volkenkunde.
Winstedt starb am 2. Juni 1966 in Putney, London. Zu den kondolierenden Persönlichkeiten gehörte auch der Premierminister Malaysias, Tunku Abdul Rahman. Er schrieb der Witwe des Verstorbenen:

“My friend, Sir Richard, has done so much throughout his lifetime for the Malays, whom he has always loved. May his soul rest in peace.”

## Errungenschaften
Die Erhaltung einiger Werke der malaiischen Literatur, darunter auch The Malay Annals, ist Winstedt zu verdanken. Er schuf wichtige Werke über das malaiische Volk und ihre Sprache wie etwa die Bücher A History of Malaya und A Dictionary of Malay Language. Das Australian Journal of Politics and History schreibt über ihn: „Winstedt war der erste britische Gelehrte, der eine systematische Untersuchung der vorhandenen malaiischen Dokumente zu historischen Zwecken durchführte und der damit die eigentliche Grundlage für eine wissenschaftliche Herangehensweise an die Schreibung der Geschichte Malayas legte.“
Winstedt spielte außerdem eine tragende Rolle in der Entwicklung des Bildungssystems von Malaya und Singapur. Insbesondere war er an der Bildung der Malaien interessiert. Aufgrund seines Vorschlags wurde 1922 das Sultan Idris Training College gegründet, dessen Zweck die Ausbildung von malaiischen Lehrern war. 1997 erhob die malaysische Regierung die Institution zur Universität. Für seine Leistungen wurde er als Officer in den Order of the British Empire und 1926 als Companion in den Order of St. Michael and St. George aufgenommen.
1935 wurde er Knight Commander des Order of the British Empire und durfte fortan das „Sir“ seinem Namen voranstellen. Die juristische Fakultät der University of Malaya verlieh ihm 1951 die Ehrendoktorwürde  (Doctor of Law).
Sein Nachlass ist an der School of Oriental and African Studies archiviert.

## Ausgewählte Werke

### Geschichte und Gesellschaft
- Arts and Crafts (Papers on Malay Subjects; Malay industries, pt. 1). F.M.S. Government Press, Kuala Lumpur 1909.
- Britain and Malaya, 1786-1941. London 1944.
- The Circumstances of Malay Life: The kampong. The house. Furniture. Dress. Food (Papers on Malay Subjects; no. 2). F.M.S. Government Press, Kuala Lumpur 1909.
- Fishing, Hunting and Trapping (Papers on Malay Subjects; Malay industries, pt. 2). F.M.S. Government Press, Kuala Lumpur 1911.
- A History of Perak. Singapore 1934.
- A History of Malaya. Singapore 1935.
- A Malay History of Riau and Johore, etc. (Malay text of the Tuḣfat al-nafīs). Singapore 1932.
- Malaya: the Straits Settlements and the Federated and Unfederated Malay States. Constable, London 1923.
- Malayan Memories. Kelly & Walsh, Singapore 1916; archive.org.
- The Malays: a cultural history. Kelly & Walsh, Singapore 1947.
- Shaman, Saiva and Sufi: a study of the evolution of Malay magic. Constable, London 1925.
- A History of Johore. Singapore 1932.
- Right Thinking and Right Living: a primer on moral & social topics, etc. Malaya Publishing House, Singapore 1933.

### Sprache und Lehrbücher
- Malay Grammar. The Clarendon Press, Oxford 1913
- Cherita jenaka: ya-itu Pa Kadok, Pa Pandir, Lebai Malang, Pa Belalang, Si Lunchai, Methodist Publishing House, Singapore 1908 (folk tales, written down by Raja Haji Yahya; joint editor with A. J. Sturrock).
  - --do.--New ed. Oxford University Press, Kuala Lumpur 1963
- Colloquial Malay: a simple grammar with conversations. Kelly & Walsh, Singapore 1916 (later editions: 2nd 1920, 3rd 1929, 4th 1938, revised 1945); archive.org
- Dictionary of Colloquial Malay: Malay-English & English-Malay. Kelly & Walsh, Singapore 1920 (reissued several times until 1951).
- An English-Malay Dictionary, 2 vols. Singapore: Kelly & Walsh, 1914–1915 (2nd ed. 1922, 3rd ed. 1939).
- Hikayat Anggun Che Tunggal. Methodist Publishing House, Singapore 1914 (folk tale; joint editor with A. J. Sturrock).
- A Malay History of Riau and Johore, etc. (Malay text of the Tuḣfat al-nafīs). Singapore 1932.
- A Malay Reader. Clarendon Press, Oxford 1917.
- Misa Melayu; by Raja Chulan. Methodist Publishing House, Singapore 1919 (editor; reissued in 1966 by Pustaka Antara, Kuala Lumpur).
- A Simple Malay Reader. Kegan Paul & Co., London 1944.